# Saison 2014-2015 du Stade brestois 29
Maillots
Dernière mise à jour : 17 mai 2014.
Chronologie
Saison précédente Saison suivante
La saison 2014-2015 du Stade brestois 29, club de football français, voit l'équipe évoluer en Ligue 2 pour la deuxième saison, après sa relégation à l'issue de la saison 2012-2013. C'est la 19e saison en Ligue 2 dans l'histoire du club.

## Déroulement de la saison

### Avant saison
Alain Rozec quitte la vice-présidence du club en mai 2014.

#### Matches de préparation
| Date         | Adversaire              | Lieu            | Résultat | Buteurs Brest              | Affluence | Rapport |
| 09 / 07 / 14 | Le Havre AC (L2)        | Granville       | 2-2      | Khaled 69e · Sainrimat 77e |           |         |
| 12 / 07 / 14 | FC Lorient (L1)         | Guipavas        | 1-1      | Mulumba (csc)              | 1500      |         |
| 16 / 07 / 14 | US Avranches (National) | Morlaix         | 1-2      | Sea 69e                    | 700       |         |
| 19 / 07 / 14 | FC Nantes (L1)          | Pornic          | 1-0      |                            | 1800      |         |
| 23 / 07 / 14 | EA Guingamp (L1)        | Plabennec       | 1-0      | Alphonse 45e               | 2850      |         |
| 26 / 07 / 14 | ETGC (L1)               | Saint-Thégonnec | 2-1      | Belghazouani 40e           | 892       |         |

## Transferts

### Été 2014
Prolongations :
| Joueur             | Nationalité | Poste             | Club           | Pays   | Division | ___                                                  |
| Alexandre Alphonse | France      | Attaquant         | Stade brestois | France | Ligue 2  | Fin de contrat / prolongation 2 ans                  |
| Bruno Grougi       | France      | Milieu de terrain | Stade brestois | France | Ligue 2  | Fin de contrat / prolongation 2 ans + 1 an en option |
| Joan Hartock       | France      | Gardien           | Stade brestois | France | Ligue 2  | Fin de contrat / prolongation 2 ans + 1 an en option |
| Alexis Thébaux     | France      | Gardien           | Stade brestois | France | Ligue 2  | Fin de contrat / prolongation 2 ans + 1 an en option |

Détails des transferts de la période estivale - Départs :
| Joueur              | Nationalité | Poste                               | Club               | Pays       | Division                | ___                                        |
| Charlison Benschop  | Pays-Bas    | Attaquant                           | Fortuna Dusseldorf | Allemagne  | Bundesliga 2            | Transfert 1.2M € à l'issue de son prêt     |
| Dominique Pandor    | France      | Milieu offensif                     | AS Monaco          | France     | Ligue 1                 | Retour de prêt                             |
| Florian Lejeune     | France      | Défenseur central / Milieu défensif | Girona FC          | Espagne    | Liga Adelante           | Retour de prêt à Villarreal puis transfert |
| Jonathan Ayité      | France Togo | Attaquant                           | Alanyaspor         | Turquie    | 1. Lig                  | Libre - Contrat 1 an + 1 en option         |
| Bernard Mendy       | France      | Défenseur latéral droit             | Chennai UFC        | Inde       | Indian Super League     | Libre                                      |
| Ousmane Coulibaly   | Mali        | Défenseur latéral droit             | Platanias FC       | Grèce      | Superleague Elláda      | Libre - Contrat 3 ans                      |
| Dialo Guidileye     | France      | Milieu défensif                     | AEL Limassol       | Chypre     | Laiki Bank Championship | Fin de contrat                             |
| Benoît Lesoimier    | France      | Ailier gauche                       | AC Ajaccio         | France     | Ligue 2                 | Fin de contrat                             |
| Geoffrey Dernis     | France      | Milieu polyvalent                   | AEL Larissa        | Grèce      | Bêta Ethnikí            | Libre - Contrat 1 an + 1 en option         |
| Brahim Ferradj      | France      | Latéral / Milieu défensif           |                    |            |                         | Fin de contrat                             |
| Florian Julien      | France      | Milieu/Attaquant                    | Stade plabennécois | France     | CFA                     | Libre - Contrat amateur                    |
| Timothée Dieng (en) | France      | Défenseur                           | Oldham Athletic    | Angleterre | League One              | Libre - Contrat 2 ans                      |
| Mathieu Kervestin   | France      | Gardien                             | Le Puy             | France     | CFA 2                   | Résiliation                                |

Détails des transferts de la période estivale - Arrivées :
| Joueur               | Nationalité | Poste             | Club                  | Pays     | Division   | ___                                                    |
| Brendan Chardonnet   | France      | Défenseur         | Stade brestois B      | France   | CFA2       | Premier contrat professionnel / 3 ans                  |
| William Sea Nessemon | France      | Attaquant         | Stade brestois B      | France   | CFA2       | Premier contrat professionnel / 1 an + 1 an en option  |
| Jason Ranneaud       | France      | Milieu            | Lyon-Duchère          | France   | CFA        | Premier contrat professionnel / 2 ans + 1 an en option |
| Chahir Belghazouani  | Maroc       | Milieu            | AC Ajaccio            | France   | Ligue 1    | Contrat 2 ans + 1 an en option                         |
| Stéphane Tritz       | France      | Défenseur         | FC Oțelul Galați      | Roumanie | Liga I     | Contrat 2 ans + 1 an en option                         |
| Simon Falette        | France      | Défenseur central | FC Lorient            | France   | Ligue 1    | Transfert définitif / Contrat 3 ans                    |
| Cheick Doumbia       | Mali        | Milieu            | Stade malien          | Mali     | Division 1 | Contrat 2 ans + 1 an option                            |
| Alexandre Cuvillier  | France      | Milieu gauche     | AS Nancy-Lorraine     | France   | Ligue 2    | Contrat 2 ans + 1 an option                            |
| Gaëtan Laborde       | France      | Attaquant         | Girondins de Bordeaux | France   | Ligue 1    | Prêt 1 an sans option d'achat                          |
| Gaëtan Belaud        | France      | Latéral droit     | Stade lavallois       | France   | Ligue 2    | Contrat 2 ans + 1 an option                            |
| Mamadou Samassa      | Mali        | Attaquant         | Delfino Pescara 1936  | Italie   | Serie B    | Contrat 2 ans                                          |

### Novembre 2014
Joker :
| Joueur       | Nationalité | Poste           | Club      | Pays   | Division | ___                      |
| Birama Touré | Mali        | Milieu défensif | FC Nantes | France | Ligue 1  | Prêt sans option d'achat |

### Hiver 2014-2015
Départs :
| Joueur          | Nationalité | Poste          | Club                 | Pays     | Division           | ___         |
| Nicolas Verdier | France      | Attaquant      | FC Malines           | Belgique | Jupiler Pro League | Transfert   |
| Tripy Makonda   | France      | Latéral gauche | Académica de Coimbra | Portugal | Primeira Liga      | Résiliation |

Arrivées :
| Joueur         | Nationalité     | Poste     | Club             | Pays   | Division | ___                                                            |
| Gaëtan Courtet | France          | Attaquant | Stade de Reims   | France | Ligue 1  | Prêt avec option d'achat (en cas de montée en Ligue 1)         |
| Bilal Hamdi    | France/ Algérie | Milieu    | Clermont Foot 63 | France | Ligue 2  | Résiliation - Contrat de 6 mois                                |
| Bryan Pelé     | France          | Milieu    | FC Lorient       | France | Ligue 1  | Transfert 200 000 € - Contrat de 2 ans et demi                 |
| Youssef Adnane | France          | Attaquant | Tours FC         | France | Ligue 2  | Transfert 300 000 € - Contrat d'1 an et demi (+1 an en option) |

## Effectif complet
Stagiaires pro : Endhoumou Chanfi, Andy Pinçon, Francis Longomba, Arthur Desmas
Aspirants : Gautier Larsonneur, Cheikh Diop, Corentin Jacob, Joffrey Lidouren, Corentin Le Houérou, Florent Crenn

## Dirigeants
- Président : Yvon Kermarec  France
- Vice-président :
- Secrétaire général : Jean-François Dubois  France
- Manager général : Michel Bucquet  France
- Cellule de recrutement : Yannick Gaden, Eric Leroy
- Directeur du centre de formation (chargé des U19 Nationaux) :  Éric Assadourian

Autres membres du staff technique :
- Jean-Pierre Ratajczak, Intendant

## Rencontres de la saison

### Ligue 2
mise à jour en date du : 10 mai 2014 
| Date          | Journée | Adversaire        | Lieu | Résultat | Buteurs Brest                              | Points | Place | Affluence |
| Matchs Aller  |         |                   |      |          |                                            |        |       |           |
| 04 / 08 / 14  | 1       | Clermont Foot     | dom. | 2-1      | Grougi 51e (pen.) · Alphonse 67e           | 3 pts  | 5e    | 10 061    |
| 08 / 08 / 14  | 2       | Chamois niortais  | ext. | 0-0      |                                            | 4 pts  | 7e    | 4 713     |
| 16 / 08 / 14  | 3       | Angers SCO        | dom. | 0-0      |                                            | 5 pts  | 8e    | 7 503     |
| 22 / 08 / 14  | 4       | US Orléans        | ext. | 1-0      |                                            | 5 pts  | 12e   | 4 456     |
| 01 / 09 / 14  | 5       | AS Nancy-Lorraine | dom. | 2-0      | Verdier 33e · Martial 63e                  | 8 pts  | 5e    | 6 356     |
| 12 / 09 / 14  | 6       | Nîmes Olympique   | ext. | 0-0      |                                            | 9 pts  | 5e    | 6 228     |
| 19 / 09 / 14  | 7       | AC Arles-Avignon  | dom. | 1-0      | Alphonse 21e                               | 12 pts | 3e    | 6 325     |
| 23 / 09 / 14  | 8       | FC Sochaux        | ext. | 0-0      |                                            | 13 pts | 4e    | 6 662     |
| 26 / 09 / 14  | 9       | Châteauroux       | ext. | 1-1      | Samassa 15e                                | 14 pts | 6e    | 4 852     |
| 06 / 10 / 14  | 10      | Tours FC          | dom. | 2-0      | Alphonse 12e Verdier 74e                   | 17 pts | 3e    | 9 642     |
| 17 / 10 / 14  | 11      | Stade lavallois   | ext. | 2-2      | Alphonse 49e 53e                           | 20 pts | 4e    | 5 777     |
| 24 / 10 / 14  | 12      | GFC Ajaccio       | dom. | 3-0      | Grougi 49e Laborde 56e Belghazouani 87e    | 21 pts | 3e    | 7 712     |
| 31 / 10 / 14  | 13      | AJ Auxerre        | ext. | 0-3      | Falette 22e Grougi 48e Alphonse 85e (pen.) | 24 pts | 2e    | 6 180     |
| 08 / 11 / 14  | 14      | Le Havre AC       | dom. | 1-0      | Moimbé 11e                                 | 27 pts | 1er   | 7 852     |
| 21 / 11 / 14  | 15      | Valenciennes FC   | ext. | 0-1      | I. Traoré 76e                              | 30 pts | 1er   | 7 707     |
| 28 / 11 / 14  | 16      | US Créteil        | dom. | 2-2      | Laborde 75e Khaled 82e                     | 31 pts | 2e    | 7 173     |
| 12 / 12 / 14  | 17      | Dijon FCO         | ext. | 1-0      |                                            | 31 pts | 3e    | 9 733     |
| 19 / 12 / 14  | 18      | AC Ajaccio        | dom. | 2-1      | Grougi 23e (pen.) 49e (pen.)               | 34 pts | 3e    | 7 318     |
| 10 / 01 / 15  | 19      | ESTAC             | ext. | 1-0      |                                            | 34 pts | 3e    | 7 815     |
| Matchs Retour |         |                   |      |          |                                            |        |       |           |
| 16 / 01 / 15  | 20      | Chamois niortais  | dom. | 0-0      |                                            | 35 pts | 3e    | 6 312     |
| 23 / 01 / 15  | 21      | SCO Angers        | ext. | 1-2      | Belghazouani 15e Guillon 90+3e (csc)       | 38 pts | 2e    | 6 895     |
| 30 / 01 / 15  | 22      | US Orléans        | dom. | 1-1      | Courtet 7e                                 | 39 pts | 2e    | 8 400     |
| 06 / 02 / 15  | 23      | AS Nancy-Lorraine | ext. | 2-1      | Courtet 9e                                 | 39 pts | 2e    | 13 366    |
| 16 / 02 / 15  | 24      | Nîmes Olympique   | dom. | 3-1      | Courtet 25e Adnane 56e 81e                 | 42 pts | 2e    | 7 977     |
| 20 / 02 / 15  | 25      | AC Arles-Avignon  | ext. | 1-0      |                                            | 42 pts | 2e    | 1 292     |
| 28 / 02 / 15  | 26      | FC Sochaux        | dom. | 1-1      | Adnane 28e                                 | 43 pts | 5e    | 7 201     |
| 09 / 03 / 15  | 27      | Châteauroux       | dom. | 3-0      | Samassa 10e B. Touré 45+1e Cuvillier 86e   | 46 pts | 2e    | 6 359     |
| 13 / 03 / 15  | 28      | Tours FC          | ext. | 1-1      | Adnane 63e                                 | 47 pts | 5e    | 4 587     |
| 21 / 03 / 15  | 29      | Stade lavallois   | dom. | 0-0      |                                            | 48 pts | 5e    | 6 333     |
| 21 / 03 / 15  | 30      | GFC Ajaccio       | ext. | 1-1      | Martinez 35e (csc)                         | 49 pts | 4e    | 2 332     |
| 11 / 04 / 15  | 31      | AJ Auxerre        | dom. | 0-1      |                                            | 49 pts | 4e    | 7 346     |
| 20 / 04 / 15  | 32      | Le Havre AC       | ext. | 1-1      | Courtet 75e                                | 50 pts | 4e    | 5 954     |
| 24 / 04 / 15  | 33      | Valenciennes FC   | dom. | 1-0      | Pelé 7e                                    | 53 pts | 4e    | 8 638     |
| 28 / 04 / 15  | 34      | US Créteil        | ext. | 2-1      | Courtet 10e                                | 53 pts | 5e    | 2 719     |
| 04 / 05 / 15  | 35      | Dijon FCO         | dom. | 0-0      |                                            | 54 pts | 6e    | 7 989     |
| 08 / 05 / 15  | 36      | AC Ajaccio        | ext. | 2-1      | Hamdi 64e                                  | 54 pts | 6e    | 3 744     |
| 15 / 05 / 15  | 37      | ESTAC             | dom. | 2-1      | Adnane 45e Pelé 80e                        | 57 pts | 6e    | 7 107     |
| 22 / 05 / 15  | 38      | Clermont Foot     | ext. | 1-0      |                                            | 57 pts | 6e    | 5 100     |

### Coupe de la Ligue
| Date         | Tour     | Adversaire             | Lieu | Résultat      | Buteurs Brest | Affluence | % remplissage | Rapport |
| 12 / 08 / 14 | 1er tour | GFCO Ajaccio (Ligue 2) | dom  | 1-1 (2-4 tab) | Grougi 90+1e  |           |               |         |

### Coupe de France
| Date         | Tour       | Adversaire                | Lieu                          | Résultat        | Buteurs Brest                          | Affluence | % remplissage | Rapport |
| 15 / 11 / 14 | 7e tour    | AS Grâces (DSR)           | Stade de Roudourou (Guingamp) | 0-5             | Samassa 8e 14e 21e Verdier 45e Sea 58e | 4119      |               |         |
| 06 / 12 / 14 | 8e tour    | Paris FC (National)       | dom.                          | 0-0, 4-3 t.a.b. |                                        |           |               |         |
| 03 / 01 / 15 | 32e finale | Stade lavallois (Ligue 2) | dom.                          | 1-0             | Grougi 18e(sp)                         |           |               |         |
| 21 / 01 / 15 | 16e finale | SO Cholet (CFA2)          | Stade omnisports (Cholet)     | 1-3 (a.p.)      | Laborde 27e 118e Belghazouani 120e     |           |               |         |
| 10 / 02 / 15 | 8e finale  | FC Metz (Ligue 1)         | ext.                          | 0-0, 3-4 t.a.b. |                                        |           |               |         |
| 05 / 03 / 15 | 1/4 finale | AJ Auxerre (Ligue 2)      | dom.                          | 0-0, 2-4 t.a.b. |                                        |           |               |         |

### Matchs amicaux
| Date     | Adversaire          | Lieu                         | Résultat | Buteurs Brest           | Affluence | Rapport |
| 05/09/14 | FC Nantes (Ligue 1) | Theix                        | 1-0      | Sea 49e                 |           |         |
| 31/03/15 | Plabennec (CFA)     | Stade Francis-Le Blé à Brest | 2-0      | Grougi 21e, Courtet 89e | Huis clos |         |

### Meilleurs buteurs
| Position | Nom                 | Buts en L2 | Buts en C.F | Buts en C.L | Total Buts |
| -------- | ------------------- | ---------- | ----------- | ----------- | ---------- |
| 1        | Bruno Grougi        | 5 (3 sp)   | 1 (sp)      | 1           | 7          |
| 2        | Alexandre Alphonse  | 6 (1 sp)   | 0           | 0           | 6          |
| 3        | Youssef Adnane      | 5          | 0           | 0           | 5          |
| -        | Gaëtan Courtet      | 5          | 0           | 0           | 5          |
| -        | Mamadou Samassa     | 2          | 3 (1 sp)    | 0           | 5          |
| 4        | Gaëtan Laborde      | 2          | 2           | 0           | 4          |
| 5        | Chahir Belghazouani | 2          | 1           | 0           | 3          |
| -        | Nicolas Verdier     | 2          | 1           | 0           | 3          |
| 6        | Bryan Pelé          | 2          | 0           | 0           | 2          |
| 7        | Alexandre Cuvillier | 1          | 0           | 0           | 1          |
| -        | Simon Falette       | 1          | 0           | 0           | 1          |
| -        | Bilal Hamdi         | 1          | 0           | 0           | 1          |
| -        | Abel Khaled         | 1          | 0           | 0           | 1          |
| -        | Johan Martial       | 1          | 0           | 0           | 1          |
| -        | Wilfried Moimbé     | 1          | 0           | 0           | 1          |
| -        | Birama Touré        | 1          | 0           | 0           | 1          |
| -        | Ismaël Traoré       | 1          | 0           | 0           | 1          |
| -        | William Sea         | 0          | 1           | 0           | 1          |

## Autres équipes

### CFA 2
- Entraîneur :  Laurent David
- Préparateurs physique :  Yvan Bourgis et Mathieu Auffret
- Entraîneur des gardiens :  Sébastien Maté

- Effectif :
  - Gardiens : Arthur Desmas - Gautier Larsonneur
  - Défenseurs : Corentin Boucherie - Baptiste Prouff - Robin Le Normand - Pierre Germain - Clément Graciet - Killian Uguen - Mohamed Trellu
  - Milieux : Christopher Missilou - Faiçal Ouedraogo - Samballa Adama - Joffrey Lidouren - Pierre Magnon - Béni Nkololo - Andy Pinçon - Corentin Jacob - Valentin Henry
  - Attaquants : Matthis Jourdan - Corentin Le Houerou - Alexis Garnier - François Cloarec